# Ausbildungsstützpunkt Spezialkräfte Heer
Der Ausbildungsstützpunkt Spezialkräfte Heer (AusbStpSpezKrH) in der Graf-Zeppelin-Kaserne in Calw ist Teil der Infanterieschule der Bundeswehr.

## Auftrag
Auftrag des Ausbildungsstützpunktes ist die Durchführung des Potenzialfeststellungsverfahrens und der Basisausbildung angehender Kommandosoldaten für das Kommando Spezialkräfte (KSK). Dieses ist ebenfalls im Calw stationiert. Weiterer Auftrag ist die Auswahl und Ausbildung der sogenannten Besonders Befähigten Unterstützungskräfte für das KSK.

## Organisation
Der Ausbildungsstützpunkt ist dem Bereich Lehre und Ausbildung der Infanterieschule in Hammelburg unterstellt, welcher seit 2019 von Oberst Stefan Josef Leonhard geführt wird.

## Geschichte
Der zum 1. April 2021 aufgestellte Ausbildungsstützpunkt ging aus dem Bereich Ausbildung im Kommando Spezialkräfte hervor. Die Ausgliederung und der Unterstellungswechsel erfolgten als Konsequenz der Untersuchung erkannter Missstände im KSK. Im Vergleich zum Bereich Ausbildung des KSK wurde der Ausbildungsstützpunkt mit 30 zusätzlichen Dienstposten ausgestattet.

## Verbandsabzeichen
Das Verbandsabzeichen ist das der Infanterieschule und zeigt zwei gekreuzte Schwerter auf rotem Grund. Das „S“ im unteren Bereich steht für Schule. Der Wappenschild ist grün umrandet entsprechend der Waffenfarbe der Infanterie.